# サラリーマン川柳
サラリーマン川柳（サラリーマンせんりゅう）とは、第一生命保険の企画コンクール。また、ここで詠まれた川柳自体も指す。2023年度からは「サラっと一句!わたしの川柳コンクール」（サラっといっく わたしのせんりゅうコンクール）の名称で発表されている。「サラ川」（サラせん）の略称でも表される。

## 概要
コンクールは1985年（昭和60年）に第一生命の社内報の企画として募集開始され、1986年（昭和61年）に最初に発表された。その後1987年（昭和62年）（発表は1988年（昭和63年））から一般公募が始まり、以降毎年募集選考が行われている。
内容は、好不景気や流行語など、その年の流行や世相を反映しながら、サラリーマンの悲哀をユーモラスに詠んだものが多い。
日本漢字能力検定協会の今年の漢字、住友生命の創作四字熟語、東洋大学の現代学生百人一首、自由国民社の新語・流行語大賞と並んで、現代の世相を反映する一つの指標として使われることが多く、入選作が発表されると各メディアで取り上げられる。
働き方の多様化に加え、老若男女を問わずに幅広い人から募集したいとの第一生命の意向から、2023年（令和5年）度発表分から名称を「サラっと一句!わたしの川柳コンクール」に改称することを2022年（令和4年）5月に発表した。改名前・後ともに、略称は「サラ川」のままとなる。

## 評価
よみうり時事川柳（読売新聞）の選者を務めた柏原幻四郎は、「近頃はやりの『サラリーマン川柳』に見られるような、底の浅いバカ笑い句、ゴロ合わせ川柳」を「わたし達は、この種の笑いを川柳と認めない。ほんとうのユーモアというのは、こんなものではない」と非難している。
月刊川柳マガジンのサラリーマン川柳特集では、「サラリーマン川柳は、社会風刺やブラックユーモア、短絡的な韻やだじゃれに偏るあまり詩（ポエム）としての要素がおざなりになっている」とする。

## 選考方法
- まず応募作の中から第一生命が100首を選定[1]。これは2月頃発表される[1][8][9]。その後、一般投票によりベスト10首を選ぶ形式となっている[9]。
- 優秀作品は、毎回第一生命のサイトで公開される他、書籍化も行われている。1991年から2010年までは講談社より、2011年から2022年まではNHK出版より出版されている。講談社版の選者は山藤章二、尾藤三柳、第一生命、NHK出版版の選者はやくみつる、やすみりえ（2013年までは島田駱舟）、第一生命。また毎日新聞の経済面で週1回連載される（募集・発表の都合で休載される時期あり）。

## 一覧
歴代の1位作品は、以下の通り（第1～3回作品は著作権、第4・7回作品は都合により掲載されていない）。
| 年 (回)         | 作品                                           | 作者               |
| --------------- | ---------------------------------------------- | ------------------ |
| 1991年 (第5回)  | まだ寝てる 帰ってみれば もう寝てる             | 遠くの我家         |
| 1992年 (第6回)  | いい家内 10年経ったら おっ家内                 | 自宅拒否症         |
| 1994年 (第8回)  | やせてやる！！ コレ食べてから やせてやる！！   | 栗饅頭之命         |
| 1995年 (第9回)  | 『ゴハンよ』と 呼ばれて行けば タマだった       | 窓際亭主           |
| 1996年 (第10回) | 「早くやれ」 そう言うことは 早く言え           | 新舞い             |
| 1997年 (第11回) | わが家では 子供ポケモン パパノケモン           | 万年若様           |
| 1998年 (第12回) | コストダウン さけぶあんたが コスト高           | 四万十川 信彦      |
| 1999年 (第13回) | プロポーズ あの日にかえって ことわりたい       | 恐妻男             |
| 2000年 (第14回) | ドットコム どこが混むのと 聞く上司             | ネット不安         |
| 2001年 (第15回) | デジカメの エサはなんだと 孫に聞く             | 浦島太郎           |
| 2002年 (第16回) | タバコより 体に悪い 妻のグチ                   | 小心亭主           |
| 2003年 (第17回) | 「課長いる？」 返ったこたえは 「いりません！」 | ごもっとも         |
| 2004年 (第18回) | オレオレに 亭主と知りつつ 電話切る             | 反抗妻             |
| 2005年 (第19回) | 昼食は 妻がセレブで 俺セルフ                   | 一夢庵             |
| 2006年 (第20回) | 脳年齢 年金すでに もらえます                   | 満33歳             |
| 2007年 (第21回) | 「空気読め！！」 それより部下の 気持ち読め！！ | のりちゃん         |
| 2008年 (第22回) | しゅうち心 なくした妻は ポーニョポニョ         | オーマイガット     |
| 2009年 (第23回) | 仕分け人 妻に比べりゃ まだ甘い                 | 北の揺人           |
| 2010年 (第24回) | 久しぶり～ 名が出ないまま じゃあまたね～       | シーゲ             |
| 2011年 (第25回) | 「宝くじ 当たれば辞める」が 合言葉             | 事務員A            |
| 2012年 (第26回) | いい夫婦 今じゃどうでも いい夫婦               | マッチ売りの老女   |
| 2013年 (第27回) | うちの嫁 後ろ姿は フナッシー                   | 段三っつ           |
| 2014年 (第28回) | 皮下脂肪 資源にできれば ノーベル賞             | イソノ家           |
| 2015年 (第29回) | 退職金 もらった瞬間 妻ドローン                 | 元自衛官           |
| 2016年 (第30回) | ゆとりでしょ？ そう言うあなたは バブルでしょ？ | なおまる御前       |
| 2017年 (第31回) | スポーツジム 車で行って チャリをこぐ           | あたまで健康追求男 |
| 2018年 (第32回) | 五時過ぎた カモンベイビー USA(うさ)ばらし      | 盆踊り             |
| 2019年 (第33回) | 我が家では 最強スクラム 妻・娘                 | コラプシング       |
| 2020年 (第34回) | 会社へは 来るなと上司 行けと妻                 | なかじ             |
| 2021年 (第35回) | ８時だよ！！ 昔は集合 今閉店                   | 山のパン屋         |
| 2022年          | また値上げ 節約生活 もう音上げ                 | 健康奉仕           |
| 2023年          | 増えるのは 税と贅肉 減る贅沢                   | ミファ             |
| 2024年          | AIの 使い方聞く AIに                           | 七夕するめ         |